# La Libertad (distrito de Santa)
O Distrito peruano de La Libertad é um dos treze distritos que forman a Província de Santa, situada em Ancash, pertenecente a Região de Ancash.